# プエラリア
プエラリア（学名：Pueraria mirifica）は、タイ北部やミャンマーの山岳地帯など、亜熱帯地域の落葉樹林に自生するマメ科クズ属の植物。赤いグワオーデン、黒いグワオーダム、白いグアオークルアの3種類が有る。塊根に含まれる成分はショ糖 （砂糖）・食物繊維が大部分だが、女性ホルモンに似た作用を持つミロエストロールなどの植物性エストロゲン・イソフラボンが含まれており、健康被害の報告も存在する。

## 成分
プエラリアには、プエラリン、ダイジン、ゲニスチン、ダイゼイン、ゲニステインといったフラボノイドを含有する。
エストロゲンを活性化する誘導体はゲニステイン、ダイゼインに大別できるが、プエラリア・ミリフィカは、より活性の強い類縁体・ミロエストロールやデオキシミロエステロールが含まれ、更年期障害の軽減や、ホルモン置換療法、他にも女性の美肌作用などに効果が期待できるとされる。
プエラリアの成分はその根に薬効成分を蓄積するわけではなく、ある一定の時期だけ成分が増えるという特徴を持つ。よって、年数が古いものには特に価値があるわけではなく、また大きさなども成分に関しては影響がない。ただし、薬効成分が活発化するのは、３年以上の樹齢が必要で、タイ国立農業大学（カセサート大学）では、研究用プエラリアの採取は３年のものを主に利用する。
また女性が注目するのは、1960年イギリスの学術雑誌『Nature』において“プエラリア・ミリフィカには「プエラリン」という美乳効果をもつ成分（大豆イソフラボンにはほとんどない）が多く含まれる”との趣旨が発表されたことも、大きな理由の1つと思われる。一般には“白”の多くが「ガウクルア」とも表記され、サプリメントとして市販されている。 
ただし、プエラリアが含むミロエストロール（強力なエストロゲン活性をもつ成分）等は、その効果の強さから、当然に副作用をも考慮する必要がある。サプリメントとして濃縮されたものについては、過剰摂取に注意が必要である。しかし、濃縮されていないプエラリアを食べる場合には、現地でも古来から食べている食品なので問題はないとされる。なお日本においては特定保健用食品に含まれる植物性エストロゲン摂取量の上限を大豆イソフラボンアグリコン換算値として「30 mg/日」と定めている。

## 由来
プエラリア・ミリフィカが注目を浴びたのは、ミャンマーのかつての首都 Pookham（現・バガン）にある仏塔の下から見つかったビルマ語の古文書を Anusarnsoondhorn (1931) が翻訳・編纂したことにはじまる。この中には、高齢の女性がプエラリア・ミリフィカを食し、美しさと健康をいつまでも保っていたという趣旨の内容が記載されていた。茎は衣服、紙、縄、日用雑貨（籠・小物類）にも使用されていた。
プエラリア・ミリフィカが植物学的に記載されたのは1952年のことで、当時タイの農業省に勤めていたカシン・スワタパン（タイ語: กสิน สุวตะพันธุ์; 英字表記: Kasin Suvatabandhu）がチエンマイ県ステープ山で1947年と1949年に採取した標本に基づき、スワタパンとイギリス出身の生物学者ハーバート・ケネス・エアリー＝ショー（Herbert Kenneth Airy Shaw）との共同で記載された。

## 種の判別の困難性
プエラリア・ミリフィカは世界中で約650属、18,000種を含むマメ科植物の1種。本種はタイ語では กวาวเครือ (タイ語発音: [kwāːw.kʰrɯ̄a] クワーオクルア) と呼ばれ、「木に巻き上がる蔓草」という意味をもつ。タイには多数の木に巻き上がるマメ科の蔓植物があり、これらの植物の中にはプエラリア・ミリフィカと同様に塊根を形成し、見かけも非常に似ているものが多くあるため、現地の人でも判別は非常に困難という。
プエラリア・ミリフィカと類似の形態をとるものの中には極めて毒性が強く、頭痛や吐き気を誘発するものもあり、プエラリア・ミリフィカの採取時にはそれらの混入が無いよう注意が必要である。

## 入手
原生箇所はタイとミャンマーの国境付近の原生林。タイは加工品（製品）しか輸出しないという輸出規制があり、ミャンマーは内戦状態にあったため、安定した入手は難しかった。また、タイとミャンマーからの輸出品は、原生しているものを収穫し、加工しているため、学者でも判別の難しいプエラリア・ミリフィカだけを採取することが現実的に難しいので、異物の混入や、製品自体にプエラリア・ミリフィカが含まれない可能性もあるのではないか、という意見も多く存在する。
国立医薬品食品衛生研究所の合田幸弘の厚生労働省科学研究費補助金によるDNA調査「平成16年度タイ産植物プエラリア・ミリフィカを基原とする健康食品のＤＮＡ分析」の結果ではプエラリア・ミリフィカの遺伝子配列が認められているものは12検体中6検体だったと研究報告がある
。
また、同研究では成分分析・遺伝子分析を行った結果、プエラリア・ミリフィカ以外の植物（サツマイモとかクズイモ等）が原材料であったものが約半数だったといった研究結果が報告されている。
タイでは、一般的に所持や販売、研究が禁止され許可が必要である。現在、大量に栽培されているのは、LOEIHERB LABORATORY OF ORIENTAL BIO CO.,LTD.（民間企業：カセサート大学と共同研究）のルーイ県にある農場、タイ国立農業大学（カセサート大学）ナコンパトムの農場、同大学のチェンマイの研究チームの農場の3箇所である。
日本では、2006年に「寒冷地においての栽培法」に関する特許出願がなされた。日本国内で栽培を成功させ、サプリメントとして商品化している兵庫県和田山町(現朝来市)の和田山町特産物市場組合が、神戸大学との協力により、プエラリア・ミリフィカの学術的な研究を行っている。

## 制限
タイ王国でもプエラリアに関して、制限・規制がある。一般的に、「所持」、「販売」、「研究」などに別れてそれらが制限され、許可が必要とされている。

## 健康への影響
2010年、日本では肝機能改善を目的としてプエラリア・ミリフィカ含有健康食品を自己判断で1週間ほど摂取した、糖尿病とC型慢性肝炎に罹患していた56歳の男性が肝不全・腎不全で死亡に至った症例が報告されている。医療機関の診断において、アルブミン合成能低下、血小板低下とともに胆道系酵素の上昇が認められ、摂取したガウクルア含有健康食品との因果関係が疑われる薬剤性肝障害と指摘された。日本では、特に若年女性において生理不順や不正出血などの報告もあり、日本医師会は注意を呼びかけている。